# Moldavië op de Olympische Winterspelen 1998
Tijdens de Olympische Winterspelen van 1998, die in Nagano (Japan) werden gehouden, nam Moldavië voor de tweede keer deel.

## Deelnemers en resultaten
(m) = mannen, (v) = vrouwen 

### Biatlon
| Olympiër       | Discipline | Resultaat | Prestatie                                    |
| -------------- | ---------- | --------- | -------------------------------------------- |
| Ion Bucsa      | 10 km (m)  | 71e       | 36.33,8 (+9.17,6) pen.: 6 (2 + 4)            |
| Ion Bucsa      | 20 km (m)  | 70e       | 1:11.27,5 (+15.11,1) pen.: 6 (0 + 2 + 3 + 1) |
| Elena Gorohova | 7,5 km (v) | 62e       | 28.21,5 (+5.13,5) pen.: 5 (2 + 3)            |
| Elena Gorohova | 15 km (v)  | 62e       | 1:09.18,1 (+15.26,1) pen.: 9 (3 + 0 + 2 + 4) |

Amerikaanse Maagdeneilanden · Andorra · Argentinië · Armenië · Australië · Azerbeidzjan · België · Bermuda · Bosnië en Herzegovina · Brazilië · Bulgarije · Canada · Chili · China · Chinees Taipei · Cyprus · Denemarken · Duitsland · Estland · Finland · Frankrijk · Georgië · Griekenland · Groot-Brittannië · Hongarije · Ierland · IJsland · India · Iran · Israël · Italië · Jamaica · Japan · Joegoslavië · Kazachstan · Kenia · Kirgizië · Kroatië · Letland · Liechtenstein · Litouwen · Luxemburg · Macedonië · Moldavië · Monaco · Mongolië · Nederland · Nieuw-Zeeland · Noord-Korea · Noorwegen · Oekraïne · Oezbekistan · Oostenrijk · Polen · Portugal · Puerto Rico · Roemenië · Rusland · Slovenië · Slowakije · Spanje · Trinidad en Tobago · Tsjechië · Turkije · Uruguay · Venezuela · Verenigde Staten · Wit-Rusland · Zuid-Afrika · Zuid-Korea · Zweden · Zwitserland